# Interstate 495 (Massachusetts)

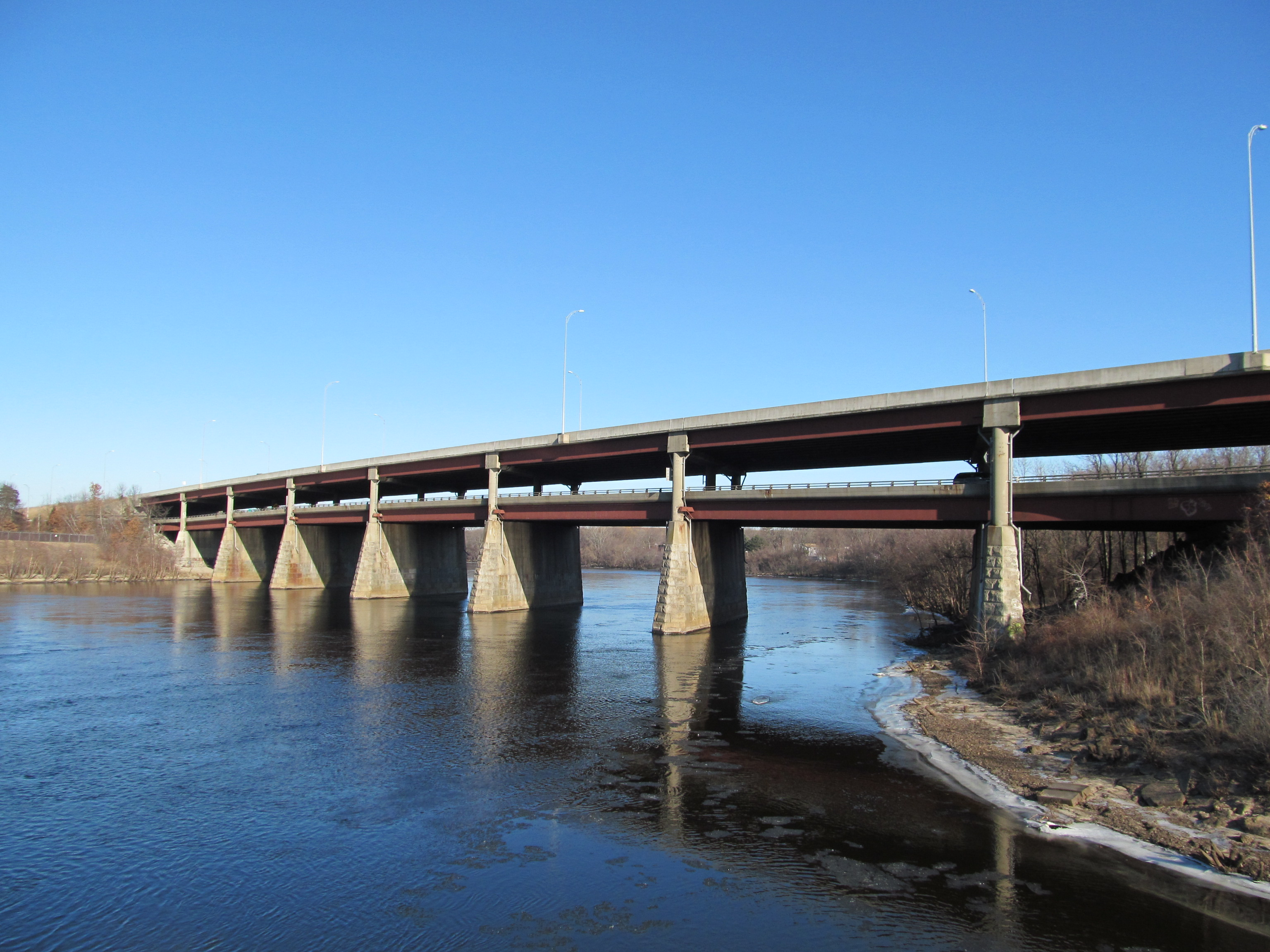
Die I-495 führt in Lawrence über den Merrimack River.

Die Interstate 495 (kurz I-495) ist ein als Ringautobahn um die Metropolregion Greater Boston herum angelegter Interstate Highway im Bundesstaat Massachusetts der Vereinigten Staaten. Bis zum Jahr 1996, als das bis dahin als PA Route 9 ausgewiesene Teilstück des Pennsylvania Turnpike als Interstate 476 neu ausgewiesen wurde und diese damit um 11 mi (17,7 km) länger machte als die I-495, war sie mit einer Länge von 120,74 mi (194,3 km) die längste Entlastungsstrecke ihrer Art in den Vereinigten Staaten.
Die I-495 führt von ihrer südlichen Anbindung an die Interstate 195 und Route 25 in Warham bis zur Interstate 95 im nördlichen Salisbury. Der Highway beschreibt dabei einen Bogen mit einem Radius von etwa 30 mi (48,3 km) gemessen vom Bostoner Stadtzentrum und kreuzt dabei insgesamt acht radial verlaufende Autobahnen: Die Interstate 93, U.S. Route 3, Massachusetts Route 2, Interstate 290, Interstate 90 (Massachusetts Turnpike), Massachusetts Route 24 sowie zweimal die Interstate 95. Das Teilstück von der Route 24 bis zur I-195 war früher als Route 25 ausgewiesen, die heute jedoch erst östlich der I-195 beginnt.
Die I-495 wird häufig als Außengrenze der Metropolregion Greater Boston angesehen. Im Norden verläuft die Straße entlang der Grenze zu New Hampshire und kommt dieser stellenweise bis auf 400 ft (121,9 m) nahe, während ihr südliches Ende direkt nördlich von Cape Cod liegt. Westlich der I-495 beginnen das Umfeld von Worcester und die Region Zentral-Massachusetts. Der Streckenverlauf der Massachusetts Route 128 wird in der Regel gemeinsam mit dem ersten, 6,5 mi (10,5 km) langen Teilstück der Interstate 93, das parallel zur I-495, aber näher zur Stadtgrenze verläuft, als äußere Begrenzung der unmittelbaren Bostoner Vororte angesehen.
Das Teilstück der I-495 nördlich und östlich der Massachusetts Route 2 bis zum Ende der Strecke in Salisbury ist darüber hinaus eine regional bedeutende und viel befahrene Verbindungsstraße zu und zwischen den Gemeinden der Region des Merrimack Valley.

## Streckenverlauf
Die Interstate 495 beginnt als direkte Fortführung der Massachusetts Route 25 an der Kreuzung mit der Interstate 195 in West Wareham. Die Straße weist zu Beginn zwei Spuren in beide Fahrtrichtungen auf, während eine dritte Spur ab der Kreuzung zur Massachusetts Route 24 hinzu kommt. Die Strecke führt grob in Richtung Nordwesten durch die Gemeinden Rochester und Middleboro, wo sie auf den U.S. Highway 44 trifft, bevor sie mit der Überquerung des Taunton River in Raynham die Grenze zu Bristol County überschreitet. Von dort führt sie ab Bridgewater sechsspurig weiter.
Die Strecke führt durch die Gemeinden Taunton, Norton und Mansfield, wo sie an einer Ausfahrt kurzzeitig mit der Massachusetts Route 140 identisch ist. Die I-495 vereint sich mit ihrer Stammroute, der I-95, an der Grenze von Mansfield im Bristol County und Foxborough in Norfolk County. Von dort führt die Strecke durch Plainville, wo es eine Verbindung zum U.S. Highway 1 gibt, die gerne von Autofahrern mit den Zielen Gillette Stadium oder Wrentham verwendet wird. Die Interstate nähert sich bis auf 2 mi (3,2 km) der Staatsgrenze zu Rhode Island, bevor sie sich nach Norden wendet und durch die Städte Franklin und Bellingham führt.
Ab diesem Punkt schlängelt sich die I-495 entlang des Grenzverlaufs vom östlichen Worcester County zum westlichen Middlesex County durch die Gemeinden Milford, Hopkinton (wo es einen Zugang zum Massachusetts Turnpike gibt), Westborough, Southborough, Marlborough (wo die I-495 auf den U.S. Highway 20 und die Interstate 290 trifft), Hudson, Berlin, Bolton (wo die Strecke beginnt, sich nach Nordosten zu wenden) und Harvard.
Die I-495 verläuft nun ausschließlich auf dem Gebiet des Middlesex Countys und führt durch die Städte Boxborough, Littleton (wo es eine Verbindung zur Route 2 gibt), Westford und Chelmsford. An der Stadtgrenze zu Lowell befinden sich die Anschlussverbindungen an den U.S. Highway 3 sowie den Lowell Connector. Die Strecke führt durch Lowell hindurch weiter nach Tewksbury, bevor sie in Andover, wo es einen Anschluss an die Interstate 93 gibt, das Gebiet von Essex County erreicht.
Von dort aus führt die Straße nach Lawrence, wo sie nach Norden abbiegt und den Shawsheen River überquert. Über North Andover verläuft die Straße über den Merrimack River wieder zurück nach Lawrence. In Methuen biegt der Streckenverlauf nach der Kreuzung zur Massachusetts Route 213 erneut nach Nordosten ab und führt durch Haverhill (wo sie sich bis auf 150 yd (137,2 m) der Grenze zu New Hampshire nähert), Bradford, Merrimac und Amesbury, bevor sie sich an ihrem nördlichen Ende in Salisbury etwa 1,5 mi (2,4 km) vor der Staatsgrenze mit der Interstate 95 vereint.

## Liste der Ausfahrten
| County    | Ort | Entfernung           | Ausfahrt Nr.                              | Anschlussverbindungen                                               | Bemerkungen |
| --------- | --- | -------------------- | ----------------------------------------- | ------------------------------------------------------------------- | --- |
|           | Südliches Ende der I-495. Die Strecke führt weiter als MA 25 East nach Cape Cod.                                                                                  |                      |                                           |                                                                     | |
| Plymouth  | Wareham | 0,02 mi (0 km)       | 1                                         | I-195 West – New Bedford, Providence (Rhode Island)                 | Hauptstrecke führt weiter als MA 25 |
| Plymouth  | Wareham | 2,49 mi (4 km)       | 2                                         | MA 58 – Carver, Plymouth                                            | |
| Plymouth  | Middleborough | 7,60 mi (12,2 km)    | 3                                         | MA 28 – Rock Village, südliches Middleborough                       | |
| Plymouth  | Middleborough | 12,07 mi (19,4 km)   | 4                                         | MA 105 – Middleborough Zentrum, Lakeville                           | |
| Plymouth  | Middleborough | 14,31 mi (23 km)     | 5                                         | MA 18 – Bridgewater, Plymouth, Lakeville, New Bedford               | |
| Plymouth  | Middleborough | 14,73 mi (23,7 km)   | 6                                         | US 44 – Taunton, Middleborough, Plymouth, Providence (Rhode Island) | |
| Plymouth  | Bridgewater | 19,08 mi (30,7 km)   | 7                                         | MA 24 – Boston, Fall River                                          | Ausgewiesen als Ausfahrt 7A und 7B |
| Bristol   | Raynham | 21,68 mi (34,9 km)   | 8                                         | MA 138 – Stoughton, Taunton                                         | |
| Bristol   | Taunton | 24,51 mi (39,4 km)   | 9                                         | Taunton, Easton                                                     | |
| Bristol   | Norton | 26,91 mi (43,3 km)   | 10                                        | MA 123 – Norton, East Mansfield, Easton                             | Verbindungen zur MA 140 South und zum Comcast Center |
| Bristol   | Mansfield | 29,9 mi (48,1 km)    | 11                                        | MA 140 South – Norton                                               | In nördlicher Fahrtrichtung nur Zufahrt |
| Bristol   | Mansfield | 30,71 mi (49,4 km)   | 12                                        | MA 140 North – Mansfield                                            | |
| Norfolk   | Foxborough | 32,89 mi (52,9 km)   | 13                                        | I-95 – Boston, Providence (Rhode Island)                            | Ausgewiesen als Ausfahrt 13A und 13B |
| Norfolk   | Plainville | 35,57 mi (57,2 km)   | 14                                        | US 1 – Wrentham, North Attleborough                                 | Ausgewiesen als Ausfahrt 14A und 14B |
| Norfolk   | Wrentham | 37,56 mi (60,4 km)   | 15                                        | MA 1A – Wrentham, Plainville, Norfolk                               | |
| Norfolk   | Franklin | 40,95 mi (65,9 km)   | 16                                        | King Street – Franklin, Woonsocket (Rhode Island)                   | |
| Norfolk   | Franklin | 43,18 mi (69,5 km)   | 17                                        | MA 140 – Franklin, Bellingham                                       | |
| Norfolk   | Bellingham | 45,82 mi (73,7 km)   | 18                                        | MA 126 – Medway, Bellingham                                         | |
| Worcester | Milford | 48,32 mi (77,8 km)   | 19                                        | MA 109 – Milford, Medway, Holliston, Uxbridge                       | |
| Worcester | Milford | 50,25 mi (80,9 km)   | 20                                        | MA 85 – Milford, Hopkinton, Uxbridge                                | |
| Middlesex | Hopkinton | 54,15 mi (87,1 km)   | 21                                        | West Main Street – Hopkinton, Upton, Ashland                        | Ausgewiesen als Ausfahrt 21A und 21B |
| Middlesex | Hopkinton | 57,89 mi (93,2 km)   | 22                                        | I-90 (Massachusetts Turnpike) – Boston, Albany (New York)           | |
| Worcester | Westborough | 59,41 mi (95,6 km)   | 23                                        | MA 9 – Framingham, Worcester, Southborough, Westborough             | Ausgewiesen als Ausfahrten 23A und 23B |
| Middlesex | Marlboro | 61,71 mi (99,3 km)   | 23C                                       | Simarano Drive – Marlborough, Southborough                          | Im Jahr 2000 eröffnet |
| Middlesex | Marlboro | 63,11 mi (101,6 km)  | 24                                        | US 20 – Marlborough, Northborough                                   | Ausgewiesen als Ausfahrten 24A und 24B |
| Middlesex | Marlboro | 64,86 mi (104,4 km)  | 25A                                       | Zur MA 85 – Hudson                                                  | Anschluss über eine nicht nummerierte Verbindungsstraße |
| Middlesex | Marlboro | 64,86 mi (104,4 km)  | 25B                                       | I-290 West – Worcester                                              | |
| Worcester | Berlin | 67,24 mi (108,2 km)  | 26                                        | MA 62 – Berlin, Hudson, Clinton                                     | |
| Worcester | Bolton | 69,93 mi (112,5 km)  | 27                                        | MA 117 – Bolton, Stow, Maynard                                      | |
| Middlesex | Boxborough | 74,56 mi (120 km)    | 28                                        | MA 111 – Boxborough, Harvard                                        | |
| Middlesex | Littleton | 77,56 mi (124,8 km)  | 29                                        | MA 2 – Leominster, Boston                                           | Ausgewiesen als Ausfahrten 29A und 29B |
| Middlesex | Littleton | 79,09 mi (127,3 km)  | 30                                        | MA 2A / MA 110 – Littleton, Ayer                                    | |
| Middlesex | Littleton | 80,10 mi (128,9 km)  | 31                                        | MA 119 – Groton, Acton                                              | |
| Middlesex | Westford | 83,17 mi (133,8 km)  | 32                                        | Boston Road – Westford                                              | Zur MA 225 |
| Middlesex | Chelmsford |                      |                                           |                                                                     | |
| Middlesex | 87,56 mi (140,9 km) | 33                   | MA 4 – North Chelmsford                   | Ausfahrt nur in nördlicher, Zufahrt nur in südlicher Fahrtrichtung  | |
| Middlesex | 88,05 mi (141,7 km) | 34                   | MA 110 – Chelmsford, Lowell               | Die Route 110 West führt zur Route 4                                | |
| Middlesex | 89,04 mi (143,3 km) | 35                   | US 3 – Burlington, Nashua (New Hampshire) | Ausgewiesen als Ausfahrten 35A und 35B                              | |
| Middlesex | Lowell | 89,31 mi (143,7 km)  | 35C                                       | Lowell Connector – Lowell                                           | Ehemalige Ausfahrt Nr. 36 |
| Middlesex | Lowell | 91,07 mi (146,6 km)  | 37                                        | Woburn Street – Südliches Lowell, North Billerica                   | |
| Middlesex | Tewksbury | 92,16 mi (148,3 km)  | 38                                        | MA 38 – Lowell, Tewksbury                                           | |
| Middlesex | Tewksbury | 94,49 mi (152,1 km)  | 39                                        | MA 133 – Dracut, Andover                                            | |
| Essex     | Andover | 96,91 mi (156 km)    | 40                                        | I-93 – Boston, Concord (New Hampshire)                              | Ausgewiesen als Ausfahrten 40A und 40B |
| Essex     | Andover | 99,31 mi (159,8 km)  | 41                                        | MA 28 – Lawrence, Andover                                           | Ausgewiesen als Ausfahrten 41A und 41B |
| Essex     | Lawrence | 100,03 mi (161 km)   | 42                                        | MA 114 – Middleton, South Lawrence                                  | Ausgewiesen als Ausfahrten 42A und 42B |
| Essex     | North Andover | 100,83 mi (162,3 km) | 43                                        | Massachusetts Avenue – North Andover                                | |
| Essex     | North Andover | 101,27 mi (163 km)   | 44                                        | Merrimack Street                                                    | |
| Essex     | Lawrence | 101,82 mi (163,9 km) | 45                                        | Marston Street – Lawrence                                           | |
| Essex     | Methuen | 103 mi (165,8 km)    | 46                                        | MA 110 (Merrimac Street) – Pleasant Valley                          | |
| Essex     | Methuen | 103,93 mi (167,3 km) | 47                                        | MA 213 – Methuen, Salem (New Hampshire)                             | |
| Essex     | Haverhill | 105,66 mi (170 km)   | 48                                        | Zur MA 125 – Ward Hill, Bradford                                    | Anschluss über eine nicht nummerierte Verbindungsstraße |
| Essex     | Haverhill | 106,50 mi (171,4 km) | 49                                        | MA 110 / MA 113 (River Street)                                      | |
| Essex     | Haverhill | 107,18 mi (172,5 km) | 50                                        | MA 97 – Haverhill (New Hampshire), Salem (New Hampshire)            | |
| Essex     | Haverhill | 108,85 mi (175,2 km) | 51                                        | MA 125 – Haverhill (NH), Plaistow (New Hampshire)                   | Ausgewiesen als Ausfahrten 51A und 51B |
| Essex     | Haverhill | 111,04 mi (178,7 km) | 52                                        | MA 110 – Haverhill, Merrimac                                        | |
| Essex     | Merrimac | 114,75 mi (184,7 km) | 53                                        | Broad Street – Merrimac, Merrimacport                               | |
| Essex     | Amesbury | 117,71 mi (189,4 km) | 54                                        | MA 150 – Amesbury                                                   | |
| Essex     | Amesbury | 118,74 mi (191,1 km) | 55                                        | MA 110 / I-95 South – Salisbury, Boston                             | Zufahrt nur in nördlicher und Ausfahrt nur in südlicher Fahrtrichtung; Ausfahrt nur auf die Route 110 in östliche, Zufahrt nur von der Route 110 in westlicher Fahrtrichtung |
| Essex     | Nördliches Ende der I-495. Abfahrt von der I-495 nur in nördlicher Fahrtrichtung auf die I-95, Zufahrt auf die I-495 nur von der I-95 in südlicher Fahrtrichtung. |                      |                                           |                                                                     | |